# 哈姆拉街

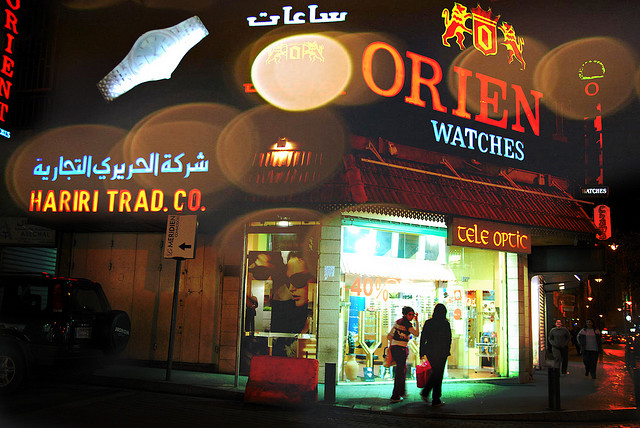
哈姆拉街夜景

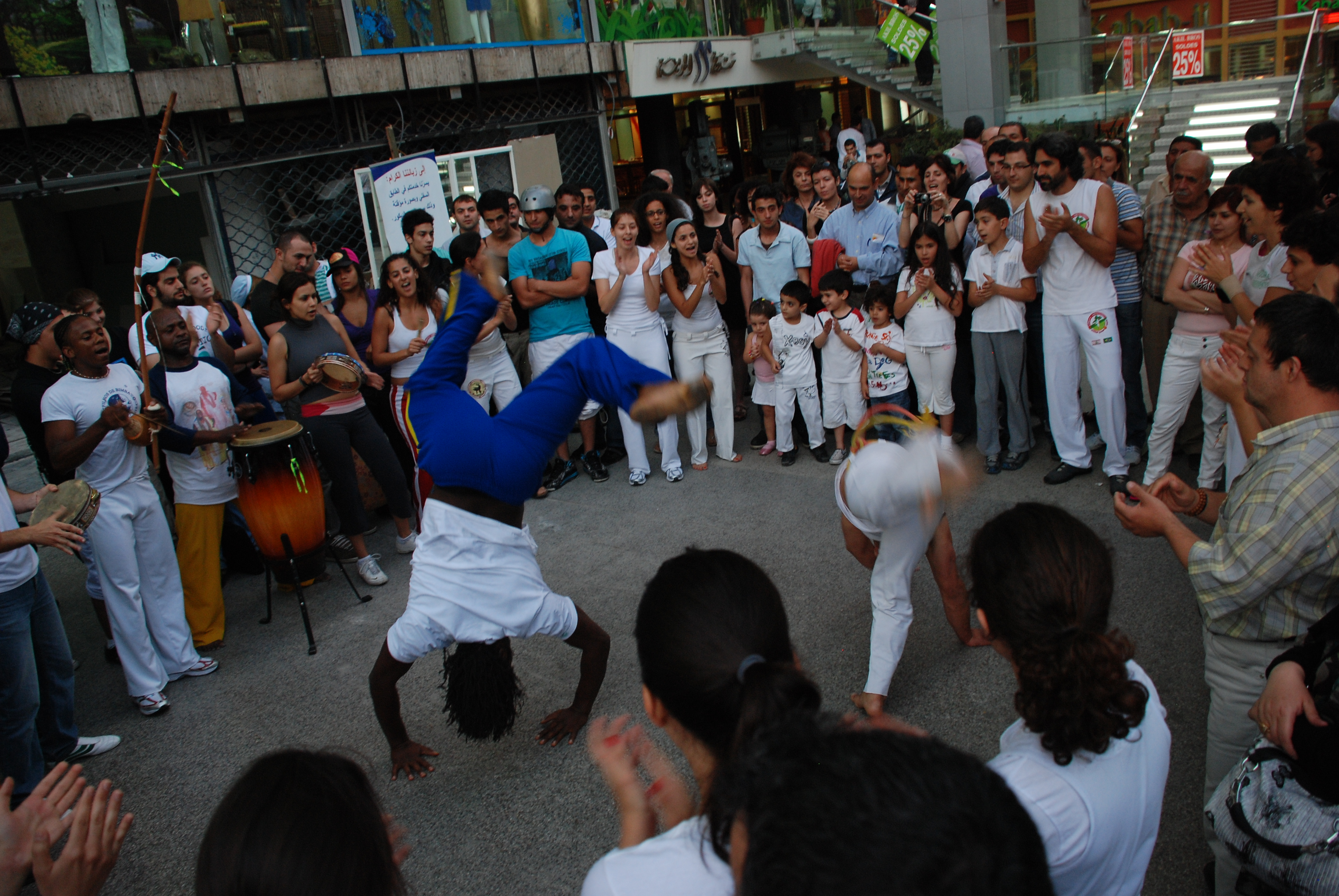
哈姆拉街節日上的街頭表演

哈姆拉街（阿拉伯语：‎，Rue Hamra，意即第31街）是位於黎巴嫩貝魯特的一條街道，是貝魯特的經濟文化中心。黎巴嫩內戰之前也是時尚中心。
普利策獎得主Borzou Daragahi將這條街道描述為“宗教紛爭中的多宗教和政治自由堡壘”。 這條街道上同時並存著遜尼派、默基特希腊礼天主教会和希臘東正教的清真寺和教堂。